# Język sowanda
Język sowanda, także: waina-sowanda, waina (a. wanja, wanya, wina) – język papuaski używany na pograniczu indonezyjskiej Papui i Papui-Nowej Gwinei (prowincja Sandaun). Należy do rodziny języków granicznych.
Według danych Ethnologue posługuje się nim 210 osób w Indonezji (2002, kabupaten Keerom) oraz 970 w Papui-Nowej Gwinei (2000, dystrykt Amanab). W użyciu jest także tok pisin.
Ethnologue wyróżnia dwa dialekty: punda-umeda (umada), waina. Ich status jest bliżej nieustalony, być może chodzi o dwa odrębne języki.